# René Iché
René Iché, né le 21 janvier 1897 à Sallèles-d'Aude et mort le 23 décembre 1954 à Paris, est un sculpteur français.
Figure de l'engagement dans les années 1920-1930, il est membre de la Résistance dès l'été 1940.

## Biographie

### Jeunesse et formation
René Iché naît le 21 janvier 1897 à Sallèles-d'Aude où son père est pharmacien. Les branches familiales paternelle à Argeliers et maternelle à Ouveillan comptent de petites propriétaires vignerons, proches des milieux radicaux-socialistes. Iché effectue ses études primaires à l'école du village et l'ensemble du secondaire au lycée de Carcassonne jusqu'au baccalauréat. Il y côtoie le futur poète surréaliste Joë Bousquet. Dès 1909, Iché exécute des portraits et des paysages à l'huile ou au pastel. En 1914, il remporte le premier prix de dessin de l''Académie de Montpellier et s'inscrit aux Beaux-arts.

### Engagement volontaire pendant la Première Guerre mondiale
En mars 1915, Iché devance l'appel en se vieillissant de deux ans et s'engage à Béziers dans le 1er régiment de hussards. Il passe rapidement au 81e régiment d'infanterie puis au 60e régiment d'infanterie. Blessé à plusieurs reprises lors de la bataille de Verdun et à la bataille de la Somme, il suit une formation d'officier en 1917 à Saint-Cyr. Gazé très sérieusement en 1918, il est décoré de la médaille militaire et de la croix de guerre. C'est seulement après l'entrée d'une de ses œuvres au musée du Luxembourg, qu'il est nommé chevalier de la Légion d'honneur à titre militaire. Pendant la Première Guerre mondiale, René Iché a très brièvement entamé des études de médecine à Montpellier, côtoyé Guillaume Apollinaire et les cercles de poésie à Paris pendant les permissions.

### La misère à Montparnasse

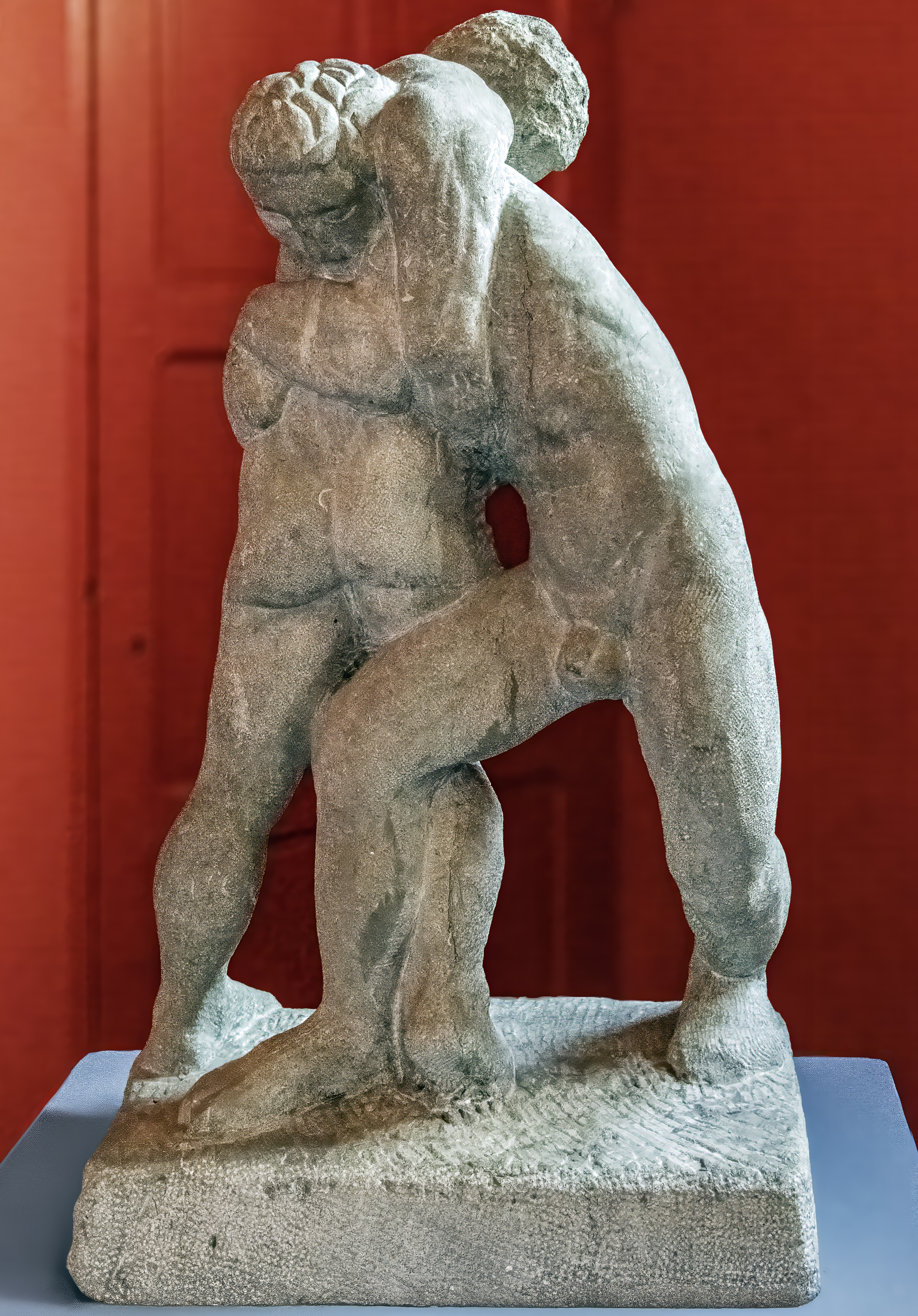
Lutteurs (1924) Musée des Beaux-Arts de Gaillac

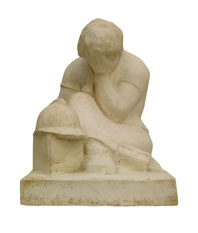
Projet pour le Monument aux morts de Canet d'Aude (1925), refusé pour pacifisme. Œuvre non localisée.

Démobilisé en 1919, il s'installe définitivement à Paris, rue Jacob, et étudie le droit et les sciences politiques. Après l'obtention de sa licence, il est embauché comme rédacteur au sous-secrétariat de la Marine marchande. Parallèlement, il publie dans diverses revues et journaux. En 1921, il écrit une pièce de théâtre sur la Grande Guerre pour Gaston Baty, intitulée La Grande Boucherie.
Dans le même temps, lors d'une visite de l'atelier d'Antoine Bourdelle, il se découvre une passion pour la sculpture et aussitôt quitte l'administration malgré l'opposition de sa famille. Chez Bourdelle, Iché fait la connaissance de l'architecte Auguste Perret qui l'encourage à suivre sa propre voie. Iché quitte Bourdelle, suit les cours de Perret, passionné par les recherches sur les matériaux modernes et, pour gagner sa vie, travaille sur les grands chantiers de restauration des cathédrales de Reims et d'Amiens et du château de Chantilly. Il étudie l'histoire de l'art et l'esthétique à la Sorbonne et obtient l'habilitation de conservateur des musées de France. Cependant, il n'exercera jamais ni comme conservateur, ni comme professeur à l’École des beaux-arts.
Dès 1923, grâce au soutien d'Aristide Maillol et de Bourdelle, il expose au Salon des indépendants où son œuvre Forfaiture est censurée pour indécence le jour du vernissage. André Warnod (l'inventeur de l'École de Paris) dans les colonnes de Comœdia le soutient, en vain. De même en 1925, un projet pour le monument aux morts de Canet d'Aude, jugé trop pacifiste, est refusé. Ce serait à Port-la-Nouvelle, avant son retour à Paris, qu'il assiste à une scène très émouvante entre un père et son fils. Dès qu'il retrouve son atelier de Montparnasse, il modèle Homme et enfant, sa première œuvre importante.

### Premières œuvres

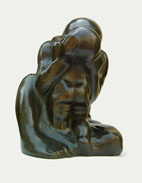
Paternité (1925). Œuvre non localisée. Un sujet peu courant dans l'histoire de l'art.

Par manque de moyens, c'est avec un simple tournevis qu'il exécute sa première œuvre personnelle en taille directe, Étude de lutteurs. Il fait quelques menus travaux de ciselure pour la sculptrice Jane Poupelet et pour la fonderie Alexis Rudier. Il est à bout de ressources, quand, en 1926, il tombe amoureux de Rosa Achard qui travaille pour le couturier Paul Poiret. Elle devient son modèle quasi exclusif. C'est par son travail que le couple arrive à subsister car Iché vend peu et refuse la moindre concession. Malgré les difficultés matérielles, l'ambiance à Montparnasse est festive et ils sont assidus des bals costumés surréalistes où ils s'amusent à se travestir. Iché souhaite rejoindre le Parti communiste français mais après avoir assisté à la première réunion de cellule, il déclare : « Ce n'est pas comme cela qu'on va faire la Révolution ! »[réf. nécessaire].
En 1926-1927, René Iché expose avec le groupe La Douce France, qui regroupe des artistes recommandant le retour à la taille directe. Ils sont accueillis par le galeriste Louis Carré puis par le photographe Marc Vaux. Iché, par provocation, y expose des bronzes puis s'éloigne du mouvement. En 1927, il conçoit le Monument aux morts d'Ouveillan, inauguré le 11 novembre de la même année, en présence de  Léon Blum, futur député de l'Aude et d'Albert Sarraut, ami de son père. L'ensemble monumental est ouvertement contre la guerre mais, dix ans après Verdun, elle lui vaut les faveurs de toute la presse. La ronde-bosse Homme et enfant est acquise par un musée de Chicago[Lequel ?].

### La maturité
Depuis 1926, Iché s'intéresse aux masques et en produit un nombre considérable dont ceux de Paul Éluard et André Breton. Mais le poète dont il se sent le plus proche reste Apollinaire. Iché sculpte une œuvre représentant une femme enceinte en position de scribe accroupi et l'intitule La Femme assise en hommage au dernier ouvrage du poète. En 1930, il passe un contrat avec Léopold Zborowski, le marchand d'Amedeo Modigliani, de Chaïm Soutine et d'André Derain. L'année suivante, lors de sa première exposition personnelle à la galerie, Nu entre dans les collections du musée national d'Art moderne (alors en constitution au musée du Luxembourg), et Portrait de Mme I dans celles du musée Boijmans Van Beuningen de Rotterdam.
De 1931 à 1934, Iché séjourne en Provence, à Maussane-les-Alpilles, puis au Paradou. Il produit énormément et, tout comme Alberto Giacometti, il produit une série de médailles portraiturant ses proches ou des inconnus. À son retour à Paris, il partage l'espace de son exposition personnelle à la galerie du Portique avec Max Jacob dont la situation financière est très préoccupante. Le Portrait de Laurence est acheté par l'État pour le musée du Luxembourg, ainsi que La Contrefleur.
Ami d'Emmanuel Mounier, Iché participe aux cercles de réflexion de la revue Esprit ouvert à toutes les sensibilités politiques ou spirituelles et réalise avec Marc Chagall un numéro spécial de la revue sur l'esthétique. En 1935, très affecté par les décès successifs de son père et de sa mère, il produit une série de Christs qui choquent par leur humanité assumée, bien loin des représentations habituelles.
À la suite du non-engagement de la France aux côtés des Républicains espagnols, Iché sculpte Melpomène 36 qui dénonce la tragédie à venir. L'année suivante, alors que la radio annonce un massacre de civils en Espagne, il sculpte dans les heures suivantes une œuvre intime et expressionniste : Guernica, réalisée sous l'émotion du bombardement de Guernica pendant la guerre d'Espagne, œuvre dont il n'accepte pas l'exposition. Pour l'Exposition universelle à Paris de 1937, Iché reçoit in extremis la commande de quelques bas-reliefs en béton ou en stuc pour les pavillons de la Marine marchande, du Languedoc-Méditerranéen et de l'Artisanat (tous détruits). En 1939, il quitte Paris et séjourne à Carcassonne où il s'attelle à composer un ensemble monumental en hommage à André Chénier, le poète révolutionnaire. Iché a déjà réalisé au début des années 1930 l'œuvre surréaliste Fragments de la Jeune Captive ainsi qu'une Jeune Tarentine. La guerre mettra un terme au projet, les sculptures seront achetées par des musées et des collectionneurs. Son ami Joë Bousquet publie Le Mal d'enfance — récit mêlant rêves, souvenirs et critiques d'art —, illustré par un photomontage d'une œuvre d'Iché représentant en surimpression le corps mutilé et le profil du poète. L'ouvrage est dédié à Paul Éluard.

### La Seconde Guerre mondiale

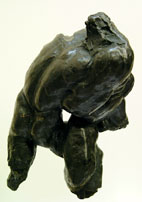
Les Lutteurs (1942). Œuvre non localisée.

Iché participe à l'Exposition universelle de New York en 1939 avec Hélène six ans. Une exposition itinérante de sculpteurs français voyage ensuite aux États-Unis. Mobilisé en septembre, il rejoint son affectation dans l'Oise mais doit faire face à l'administration militaire qui désire qu'il rentre immédiatement dans ses foyers à cause de ses déclarations anti-nazies. Dès la défaite, il écrit à De Gaulle à Londres et essaie de créer un groupe à Paris avec Raymond Burgard. Le 1er septembre, Iché rejoint avec ce dernier, puis Jean Cassou, la Résistance organisée au sein du Réseau du musée de l'Homme. Son atelier du 55, rue du Cherche-Midi servira de boîte aux lettres aux Forces françaises libres. Les armes sont dissimulées dans les moules, les archives de l'affaire Dreyfus dans la cave, les combattants jouent aux apprentis ou modèles et apprennent les rudiments de la gravure et de la calligraphie pour établir de faux-papiers. Confronté à l'admiration d'un officier de la Wehrmacht pour son œuvre, il refuse avec beaucoup de fermeté la collaboration.
René Iché expose néanmoins dans les salons dont il est sociétaire (Salon des indépendants, Salon d'automne) et invente une série de salons et d'expositions afin d'occuper sans cesse les musées et grandes salles des rives droites de la Seine, dont le palais de Tokyo, réclamés par les Allemands pour y stocker des armes lourdes et des munitions.
En juillet 1942, après les arrestations de Boris Vildé et d'Anatole Lewitsky, puis de Paul Hauet et Germaine Tillion, Iché devient agent P1 au sein de Cohors-Asturies, branche nord de l'Armée secrète, dirigé par son ami Jean Cavaillès et qui dépend du groupe Libération. Il fait parvenir à Londres au général de Gaulle sa sculpture la Déchirée qui symbolise la Résistance. Au sortir de la guerre, le sculpteur  est très affecté par la perte de son gendre Robert Rius et de ses amis Otto Freundlich, Raymond Burgard, Émilie Tillion et Max Jacob. Son œuvre sombre dans la noirceur absolue et devient plus radicale encore, Iché étant hanté par la mort.

### Après la Libération
À la Libération, Iché est désigné par la Résistance et les sociétés d'artistes pour siéger au Comité d'épuration des artistes peintres, dessinateurs, sculpteurs et graveurs. Très marqué par le comportement des autres artistes dans l'affaire Charles Despiau, Iché œuvrera pour une réforme de la profession à tous les niveaux : indépendance financière, transparence des marchés publics, formation, droits d'auteur, etc.
De 1947 à 1948, Jean Cassou organise une exposition itinérante de sculpteurs contemporains en Allemagne, Autriche et Tchécoslovaquie. Les œuvres de Alberto Giacometti, Jacques Lipchitz, Germaine Richier et René Iché y remportent un grand succès.
En 1948, Iché est invité par la France à la Biennale de Venise où il expose Le Couple (1945). Il réalise gratuitement plusieurs monuments à la Résistance dont les plus connus sont ceux de Puiseaux et de Carcassonne. Il rend hommage à ses compagnons d'armes Jean Cavaillès et Émilie Tillion, mère de Germaine Tillion et donne une de ses œuvres pour orner la tombe de Max Jacob à Saint-Benoît-sur-Loire. Le musée national d'Art moderne de Paris et le musée Fabre de Montpellier achètent chacun une épreuve de Étude de lutteurs à terre, représentant la lutte de Jacob avec l'ange. Iché l'associe depuis le milieu des années 1930 avec la symbolique du Minotaure sur laquelle il travaille avec passion. En 1949, Iché rédige le Premier Manifeste des Sculpteurs et fonde le Syndicat national des sculpteurs statuaires professionnels créateurs dont il devient le secrétaire général. Il agit pour la sécurité sociale et la retraite des artistes, la loi du 1 % artistique et participe à la fondation de l'Société des auteurs dans les arts graphiques et plastiques (ADAGP). Plusieurs rétrospectives saluent son œuvre en Province et à Paris.
Très affaibli par la maladie de Vaquez, il voyage néanmoins en Espagne, en Autriche et en Pologne. En 1953, le grand prix de sculpture de la Ville de Paris lui est décerné. La galerie Bernheim-Jeune organise une grande rétrospective de ses œuvres. Les critiques sont élogieuses, mais on lui reproche son retrait et son silence.
En 1954, Iché accepte de se rendre dans les pays de l'Est, ce qu'il avait refusé jusque-là en opposition au régime de Staline. Le gouvernement polonais lui commande le Monument aux déportés d'Auschwitz. Iché propose d'en faire une œuvre collective par la participation d'un artiste de chaque nation touchée par la déportation. En décembre, il participe à l'exposition Art et Résistance à Vienne en Autriche, il se rend également à l'hommage que les étudiants de l'École des beaux-arts de Toulouse lui rendent avant de mourir brutalement à Paris le 23 décembre. Pablo Picasso le remplace au pied levé pour assurer l'édification du Monument à Guillaume Apollinaire. Malgré la proximité de Noël, et alors que l'AFP n'annoncera sa mort qu'en janvier 1955, près de 600 personnes assistent aux obsèques officielles à Paris. Le corps d'Iché fut par la suite inhumé dans le caveau maternel à Ouveillan qu'il avait lui-même restauré et gravé en 1936.

## Œuvres

### Œuvres dans les collections publiques
- Étude de lutteurs (1924), granit, Musée des Beaux-Arts de Gaillac.
- Père et fils (1925), marbre, Chicago.
- Père et fils (1925), plâtre, musée d'art moderne de Saint-Étienne.
- Portrait de Mme I. (1926-28), bois polychrome, musée Boijmans, Rotterdam.
- Nu (1928), bronze, musée national d'art moderne, Centre Pompidou, Paris.
- Nu, étude no 2 (1928), terre chamottée, musée des Beaux-arts de Rennes.
- Mère et enfant (1930-39), pierre, musée du château de Saint-Ouen (Seine-Saint-Denis).
- Masque de Paul Éluard (1930), plâtre, musée d'art et d'histoire de Saint-Denis.
- Masque d'André Breton (1930), plâtre, The Menil Collection, Houston.
- Fragment de la Jeune Captive (1932) marbre, Fonds municipal d'art contemporain de la Ville de Paris.
- Portrait de Laurence Iché (1932), pierre, Centre Pompidou, Paris, déposé au musée Denys-Puech, Rodez.
- La Contrefleur (1933), bronze, musée Fabre, Montpellier.
- La Contrefleur (1933), plâtre, musée d'art moderne, Saint-Étienne.
- La Contrefleur (1933), bois de chêne, Fonds national d'art contemporain, musée de Gajac, Villeneuve-sur-Lot.
- L'Institutrice (1934), bronze, La Piscine, Roubaix.
- La Jeune Tarentine (1934-38), bronze, musée du château de Saint-Ouen.
- Max Jacob (1935-49), plâtre, musée des Beaux-arts d'Orléans.
- Max Jacob (1935-49), médaille, bronze, musée des Beaux-arts de Quimper.
- Masque de Louise Hervieu (1936-39), cire, Centre Pompidou, Paris.
- Hélène 6 ans (1936), marbre, ancienne collection Rockefeller, Fonds municipal d'art contemporain de la Ville de Paris.
- Hommage à Federico Garcia Lorca (1936), terre chamottée, Maison des Mémoires, Carcassonne.
- Melpomène 36 (1936), plâtre, Fonds municipal d'art contemporain de la Ville de Paris.
- Melpomène 36 (1936), pierre, Fonds national d'art contemporain, musée Denys-Puech, Rodez.
- Maquette de Joë Bousquet (1938), plâtre, musée des Beaux-arts de Carcassonne.
- La Déchirée (1940-42), bronze fondu par Valsuani en 1945, musée Charles de Gaulle, La Boisserie, Colombey-les-Deux-Églises.
- La Déchirée (1940-42), bronze fondu par Iché en 1942, La Piscine, Roubaix.
- Masque de Résistant (1943-44), bronze, La Piscine, Roubaix.
- Étude de lutteurs à terre (Jacob et l'ange) (1942-48), bronze, Centre Pompidou, Paris.
- Étude de lutteurs à terre (Jacob et l'ange) (1942-48), bronze, musée Fabre, Montpellier.
- Jean Cavaillès (1947), bronze, École normale supérieure, Paris.
- Le Couple (1945), bronze, musée d'art moderne de la ville de Paris, Paris.
- La Petite Danseuse (1954), bronze, musée des beaux-arts, Narbonne.

### Œuvres dans l'espace public
- Le Souvenir, monument aux morts pacifiste, (1927), Ouveillan.
- Tombe de Charloun Rieu (1932-34), Paradou.
- Décors des pavillons de la marine marchande, du Languedoc, de l'artisanat, (Exposition universelle de 1937), Paris.
- Jeanne d'arc (1942), église Sainte-Thérèse de Boulogne-Billancourt.
- Les Lutteurs (1943), marbre, collections du journal L'Équipe, île Seguin, Boulogne-Billancourt.
- Lutteurs à terre ou Jacob et l'Ange (1942-46), Vanves.
- Orphée (1942-50), Nogent-le-Rotrou.
- Plaque à Germaine Tillion et Émilie Tillion (1947), Saint-Maur-des-Fossés.
- Monument à Paul Cabanis (1947), Beaune-la-Rolande.
- Monument à la Résistance (1948), Carcassonne.
- Monument aux Otages (1948), Puiseaux.
- Tombe de Max Jacob (1949), Saint-Benoît-sur-Loire.
- Palais des Arts (1951-1953), Narbonne.
- Monuments à Narbonne[5].

### Portraits
- Léon Bloy (1846-1917), écrivain
- Jeanne Bucher (1892-1946), galeriste
- Albert Sarraut (1872-1962), homme politique[6]
- Max Jacob (1876-1944), poète
- Émilie Tillion (1876-1945), historienne de l'art
- Louise Hervieu (1878-1954), peintre et écrivain
- Charles de Gaulle (1890-1970), militaire et homme politique
- Paul Cabanis (1892-1944), homme politique
- Paul Éluard (1895-1952), poète
- André Breton (1896-1966), poète
- Joë Bousquet (1897-1950), poète et ami d'enfance
- Brice Parain (1897-1971), philosophe
- Paulette Jourdain (née vers 1898), modèle
- Federico García Lorca (1898-1936), poète
- Jean Cavaillès (1903-1944), philosophe
- Roger Leenhardt (1903-1985), homme de cinéma
- Pierre-Aimé Touchard (1903-1987), homme de théâtre
- Renée (Rosa Achard) (1904-1992), modèle
- Henri-Irénée Marrou (1904-1977), philosophe
- Emmanuel Mounier (1905-1950), philosophe
- René Huyghe (1906-1997), écrivain
- Germaine Tillion (1907-2008), ethnologue
- Robert Rius (1914-1944), poète et gendre
- Laurence Iché (1921-2007), poète
- Hélène Iché (née en 1930), plasticienne

## Manifestes et tracts (extraits)
- le 17 mai 1935, « Les deux arts », publié dans le journal Beaux-arts :

« Il faut que les Indépendants répondent aux Officiels. Le débat ne saurait être ailleurs que dans l'opposition entre ces deux termes. Il ne saurait  surtout consister en querelles sur les notions du Beau, du Fini, du Parfait et du Mesuré. Ni sur les vertus artisanales que le président de la République glorifie d'un ruban rouge. Le débat est entre ceux qui cherchent sans cesse […] et ceux qui ayant trouvé la perfection (allez la voir au Grand Palais) en enseigne la recette. Ce débat, on peut le trancher d'une boutade : il y a l'art officiel, et il y a l'ART »

- le 19 novembre 1949, Premier Manifeste des sculpteurs, tract :

« Les sculpteurs savaient, lorsqu'ils ont choisi cette carrière, qu'elle était aléatoire et ne promettait que peu de profits, même aux meilleurs. Ils ne demandent donc pas à s'enrichir, mais à vivre en accomplissant leur fonction sociale. »

« Sur le fumier des millénaires, après les cataclysmes géologiques et les désastres guerriers, seules les statues émergent et s'adressent à nous dans leur langage le plus profond, dans son mystère, et le plus universel qui soit. »

- 1947, Projet d'enclos du souvenir au Mont-Valérien premier projet, tract :

« La valeur essentielle de la Résistance réside dans cette expérience d'une unité profonde découverte au-delà de toutes les diversités apparentes. Chacun des combattants volontaires et clandestins orientait son action dans le sens de sa propre conception de l'absolu, mais toutes ces spécifications particulières s'étaient jointes au point de départ et se nouaient autour d'un fait fondamentale : celui d'une unité de la France, et d'une France qui n'était pas une patrie parmi d'autres, mais le symbole des valeurs sans lesquelles la vie ne méritait pas d'être vécue. »

- le 2 juin 1952, Réponse à une invitation de l'abbé Verdier :

« Je dispose dans mon atelier de plusieurs œuvres d'art religieux […]. Aucune ne fut élaborée en vue d'atteindre l'expression du sacré. Aucune n'est liturgique. La première de ces deux valeurs m'inspire une sorte d'effroi […]. La seconde n'est pas de mon ressort. »

## Postérité
- Le film L'Armée des ombres de Jean-Pierre Melville s'inspire de l'histoire du réseau Cohors-Asturies et du mouvement Libération. Le domicile de Luc Jardie (Paul Meurisse) évoque l'atelier de René Iché du 55, rue du Cherche-Midi où se dérouleraient les réunions des chefs de la Résistance. Melville avait fréquenté le lieu, ayant appartenu comme Armand Gatti et Stéphane Hessel à Cohors-Asturies.
- Le film Le Père Noël a les yeux bleus de Jean Eustache, une scène avec Jean-Pierre Léaud se déroule devant les hauts-reliefs de René Iché.
- La pièce de théâtre sur le voyage de Jean Cavaillès à Londres en 1943, d'Armand Gatti, L’Inconnu no 5 : le personnage de René Iché.
- Le récit Le Mal d'enfance de Joë Bousquet, Iché est présent sous les traits du « casseur de pierre ».
- Le roman Métal de Chochana Boukhobza, Iché cité par un personnage évoquant la création du 1 % culturel.

## Citations
- « Je suis né dans un désert de vignes. »
- « Le courage c'est d'avoir peur… et d'y aller quand même. »
- « C'est le combat des voraces contre les coriaces » (à propos du joug nazi et de la résistance).
- « Nos uniformes n'ont pas la même couleur » (réponse aux officiers de la Wehrmacht lui proposant de collaborer sous l'Occupation).